# M44 (amas ouvert)
Pour les articles homonymes, voir M44.
M44 (également appelé NGC 2632, Praesepe, La Crèche ou La Ruche) est un amas ouvert riche situé dans le Cancer connu depuis l'Antiquité qui se présente à l'œil nu sous forme d'un objet nébuleux.
Selon la base de données WEBDA, M44 est à environ 187 pc (∼610 al) du système solaire, mais les mesures de la parallaxe de plusieurs étoiles par Hipparcos et le dernier diagramme couleur-magnitude dans l'infrarouge donne une distance très similaire d'environ 182 pc (∼594 al). Selon la base de données WEBDA, l'âge de l'amas est d'environ 730 millions d'années, ce qui est du même ordre de grandeur que l'âge de l'amas des Hyades (Melotte 25) estimé à 790 millions d'années. Le mouvement propre de ces deux amas est d'ailleurs similaire, suggérant ainsi une origine commune,.
La taille apparente de M44 est de 70 minutes d'arc, ce qui, compte tenu de la distance, donne une taille réelle maximale d'environ 12 années-lumière.
Selon la classification des amas ouverts de Robert Trumpler, cet amas renferme entre 50 et 100 étoiles (lettre m) dont la concentration est moyenne (II) et dont les magnitudes se répartissent sur un intervalle moyen (le chiffre 2). Cependant des études récentes révèlent que l'amas renferme au moins 1000 étoiles (voir section morphologie et composition). La magnitude visuelle de l'amas est égale à 3,1. Ses étoiles les plus brillantes sont bleu-blanc et de magnitude comprise entre 6,0 et 6,5.

## Histoire
M44 est facilement visible à l'œil nu et il est donc connu depuis les temps préhistoriques. Les Grecs et les Romains associaient cette nébuleuse à une crèche dans laquelle deux ânes se nourrissaient : Asellus Borealis (l'âne du Nord) et Asellus Australis (l'âne du Sud). Ces deux ânes auraient été montés par Dionysos et Silène dans leur bataille contre les Titans. Dans l'astrologie chinoise, M44 est dans la loge lunaire du Yugui. Les observateurs anciens de Chine voyaient l'amas comme un fantôme ou un démon à bord d'un chariot et ils ont comparé son apparence à un nuage de pollen soufflé par des chatons de saule.
Eudoxe de Cnide aurait été le premier observer cet objet nébuleux entre 380 et 360 av. J.-C.. En 260 av. J.-C., le poète grec Aratos de Soles voit cet amas comme une «petite nuée». Hipparque entra l'amas dans son catalogue et l'appela «le Petit Nuage» ou «l'Étoile embrumée». M44 est l'une des sept nébuleuses figurant dans l'Almageste de Claude Ptolémée.
En 1609, Galilée a observé M44 avec sa lunette et il a noté que cette nébuleuse n'était pas une seule étoile mais un groupe de plus de 40 étoiles. L'amas a probablement aussi été observé en 1611 par Nicolas-Claude Fabri de Peiresc, le découvreur de la nébuleuse d'Orion (M42), puis reconnu en tant qu'amas par Simon Marius en 1612. Charles Messier a ajouté l'amas à son célèbre catalogue le 4 mars 1764, après avoir mesuré avec une bonne précision sa position. L'ajout de M44 à sa liste, ainsi que celui de la nébuleuse d'Orion (M42) et des Pléiades (M45) est un peu étonnant, car ces derniers étaient des objets brillants pouvant être difficilement confondus avec une comète.

## Morphologie et composition
L'amas de la Crèche contient au moins milles étoiles liées entre elles par la gravitation, pour une masse totale comprise entre 500 et 600 masses solaires,. Une étude récente a révélé la présence hautement probable de 1010 étoiles, dont 68 % sont des naines rouges, 30 % des étoiles semblables au Soleil de types spectraux F, G et K et 2 % des étoiles brillantes de type spectral A. On y dénombre aussi 5 étoiles géantes, dont 4 sont de type K0 III et une de type G0 III,,.
Comme de nombreux amas ouverts, M44 a connu un processus dynamique de ségrégation de masse,,. Cela signifie que les étoiles massives et brillantes se trouvent surtout dans le noyau de l'amas tandis que les étoiles les moins massives peuplent son halo. Le rayon de base de l'amas est d'environ 11,4 années-lumière, son rayon de demi-masse d'environ 12,7 années-lumière et son rayon de marée s'étend jusqu'à 39 années-lumière,.

À ce jour, onze naines blanches ont été identifiés, ce qui représente la phase finale d'évolution des étoiles les plus massives de l'amas, étoiles qui étaient à l'origine de type spectral B. Quant aux naines brunes, elles sont extrêmement rares, probablement parce qu'elles ont été éjectées du halo par effet de marée.

## Observation
L'amas est observable à l'œil nu du fait de sa magnitude apparente visuelle de 3,1, cependant les étoiles qui le constituent ont une luminosité trop faible pour être résolues à l'œil nu. L'amas apparaît donc sous la forme d'une nébulosité couvrant une zone de 70 minutes d'arc. Avec des jumelles on peut cependant résoudre plusieurs dizaines d'étoiles. L'amas est magnifique à observer dès que le diamètre de l'instrument dépasse 150 mm : l'utilisation de faibles grossissements (20 fois) est alors requise du fait de l'étendue de l'amas. Au nord de M44 se trouve γCancri (Asellus Borealis), alors qu'au sud est situé δCancri (Asellus Australis).

## Planètes
En septembre 2012, deux planètes en orbite autour de deux étoiles différentes ont été découvertes dans l'amas de la Crèche. Ce n'était pas la première fois que l'on découvrait des planètes dans un amas ouvert, mais cette découverte était très significative, car c'était les deux premières planètes en orbite autour d'étoiles semblables au Soleil dans un amas ouvert. Les planètes ont été désignées Pr0201 b et Pr0211 b. Le 'b' à la fin de leur nom indique que les corps sont des planètes. Ces deux planètes sont des Jupiter chauds, c'est-à-dire des géantes gazeuses qui gravitent près de leur étoile et dont la température est élevée.
L'annonce des découvertes planétaires a été faite par Sam Quinn en tant qu'auteur principal. Elle a été publiée dans The Astrophysical Journal Letters. L'équipe de Quinn a travaillé avec David Latham du Harvard-Smithsonian Center for Astrophysics, en utilisant l'observatoire Fred Lawrence Whipple du Smithsonian Astrophysical Observatory. En 2016, d'autres observations ont mené à la découverte d'une autre planète dans le système Pr0211, planète maintenant nommée Pr0211c (en).
Liste de planètes découvertes dans l'amas :
- Pr0201 b ;
- Pr0211 b ;
- K2-100 b ;
- K2-101 b ;
- K2-102 b ;
- K2-103 b ;
- K2-104 b ;
- EPIC 211901114 b ;
- K2-95 b.